# Johann von Pallavicini
 (mai 2012).
Si vous disposez d'ouvrages ou d'articles de référence ou si vous connaissez des sites web de qualité traitant du thème abordé ici, merci de compléter l'article en donnant les références utiles à sa vérifiabilité et en les liant à la section « Notes et références ».
Johann, marquis de Pallavicini (Giovanni Pallavicini en italien ; Pallavicini János őrgróf en hongrois), né le 18 mars 1848 à Padoue et mort le 4 mai 1941 au palais Pallavicini de Pusztaradvány, est un diplomate austro-hongrois qui fut notamment ambassadeur auprès de la Sublime Porte  durant la Première Guerre mondiale.

## Biographie
Né dans une vieille famille noble d'origine italienne, Johann est le fils du marquis Arthur Pallavicini (1810-1872), commandant de hussards, et de la comtesse Theresa zu Spaur und Flavon (1809-1902). Il entre au service diplomatique après des études à Ödenburg et Vienne.
En 1871, il est envoyé en tant qu'attaché à Berlin, en 1878 à Paris et en 1880 à Londres.
En 1887, il est secrétaire d'ambassade à Belgrade et en 1894 conseiller à Munich avant d'être envoyé la même année à Saint-Pétersbourg. Il est nommé ministre à Bucarest en 1899.
Le 24 janvier 1906, le marquis de Pallavicini est nommé ambassadeur à Constantinople par l'empereur François Joseph Ier. Il le restera jusqu'à la chute de l'empire en 1918.
En 1908, il s'oppose à l'annexion de la Bosnie, mais soutint le rapprochement avec la Turquie.
En 1911, il est, temporairement, ministre des Affaires étrangères à la suite de la maladie du comte Lexa von Aehrenthal. Le marquis de Pallavicini est considérée à l'époque comme l'un des diplomates les plus respectés de la double-monarchie.
Pendant la Première Guerre mondiale, il travaille avec succès pour amener l'Empire ottoman dans la guerre à côté de l'Autriche-Hongrie. En avril 1917, il refuse l'offre de l'empereur Charles Ier de devenir ministre des Affaires étrangères. Il quitte ses fonctions à Constantinople en novembre 1918.
Il est promu Grand-Croix de l'Ordre de Saint Étienne en 1917 et fut membre de la Chambre haute en 1927.